# ABBA Spor Kulübü
ABBA Spor Kulübü, est un club turc de hockey sur glace localisé à Ankara. Lors du championnat du monde 1996 a obtenu une gardienne qui a joué l'équipe nationale russe  Irina Votintseva et l'attaquante Julia Perova du Spartak Mercury. À l'issue de la saison 2007-2008, le club quitte la Première ligue (qui correspond au deuxième niveau du championnat turc) pour monter en Super ligue (le premier niveau du championnat).

## Historique
En 2006  le  Kızıl Kaplan SK (Tigre rouge) a été fondé dans le cadre du changement de nom d'expérience en gestion. Dans la seconde moitié de l'année, son nom a changé en Buz Kaplanları (les tigres de glace). En 2007, avec plus de disciplines sportives et en particulier dans la gestion des clubs sportifs à se réinsérer dans l'investissement et les décisions de gestion dans cette période a été sévère. Après les sections patinage artistique, hockey sur glace, patinage à roulettes, roller hockey le club  ajouta le support et la formation du personnel et l'élargissement des activités sportives allait se développer. Durant la saison 2006-2007, l'équipe senior masculine du club manque de justesse la deuxième place, pour sélectionner en Super ligue. La saison 2007-2008 voit le renforcement de l'équipe par l'arrivée de biélorusses. Ce transfert permet au club d'accéder à la Super ligue pour la saison 2008-2009. Tout ceci a permis au club d'avoir les infrastructures nécessaire, des cours et contribue à la formation des futurs athlètes.

### Équipe masculine
| N° | Nom                              | Nationalité           | Position  |
| -- | -------------------------------- | --------------------- | --------- |
| 17 | Burak Tibet                      | Drapeau de la Turquie | gardien   |
|    | Batıkan Açıkgöz                  | Drapeau de la Turquie | défenseur |
|    | Burak Doğruel                    | Drapeau de la Turquie | défenseur |
| 12 | Eray Yurtseven                   | Drapeau de la Turquie | défenseur |
|    | Yiğit Şener                      | Drapeau de la Turquie | défenseur |
| 66 | Berkay Dönmez                    | Drapeau de la Turquie | défenseur |
|    | Ömür Çevik                       | Drapeau de la Turquie | défenseur |
| 5  | Tunca Ersoy (Capitaine)          | Drapeau de la Turquie | centre    |
|    | Yalçın Çitçioğlu                 | Drapeau de la Turquie | centre    |
|    | Alperen Alparslan                | Drapeau de la Turquie | ailier    |
| 23 | Mert Hacipoğlu                   | Drapeau de la Turquie | ailier    |
| 19 | Baran Çopuroğlu (Vice-Capitaine) | Drapeau de la Turquie | ailier    |
|    | Furkan Özdemir                   | Drapeau de la Turquie | ailier    |
|    | Güvenç Şahin                     | Drapeau de la Turquie | ailier    |
| 20 | Özgün Durukan                    | Drapeau de la Turquie | ailier    |
|    | Semih Çağlar                     | Drapeau de la Turquie | ailier    |
|    | Utku Akay                        | Drapeau de la Turquie | ailier    |
| 25 | Tahir Emrah Vatansever           | Drapeau de la Turquie | ailier    |
| 24 | Hamdi Alp Öktem                  | Drapeau de la Turquie | ailier    |
| 48 | Erşah Hıra (Vice-Capitaine)      | Drapeau de la Turquie | ailier    |

### Équipe féminine
| N° | Nom                            | Nationalité           | Position  |
| -- | ------------------------------ | --------------------- | --------- |
|    | Merve Arıncı                   | Drapeau de la Turquie | gardien   |
| 11 | Kardelen Taşar (Captain)       | Drapeau de la Turquie | défenseur |
|    | Esra Zora                      | Drapeau de la Turquie | défenseur |
|    | Menekşe Koca                   | Drapeau de la Turquie | défenseur |
|    | Işılay Çeşmebaşı               | Drapeau de la Turquie | défenseur |
|    | Elif Kanat                     | Drapeau de la Turquie | défenseur |
|    | Melis Tunalı                   | Drapeau de la Turquie | centre    |
| 5  | Selin Yılmaz                   | Drapeau de la Turquie | ailier    |
|    | Kübra Canbaz                   | Drapeau de la Turquie | ailier    |
|    | Yeşim Apaydın (Vice-Capitaine) | Drapeau de la Turquie | ailier    |
|    | Sinem Palantoken               | Drapeau de la Turquie | ailier    |